# Torres Bermejas
Torres Bermejas je pevnost, která se nachází na kopci Mauror naproti Alhambře v Granadě. Byla součástí opevnění muslimské Granady. Dlouho byla používána jako vězení a kasárna.

## Popis
V současné době se skládá ze tří věží z cihel, s branami mezi dvěma z nich, s bastionem a nádrží. Věže jsou různých velikostí, s centrální věží se třemi patry.
Původně byla součástí hradu Hizn Mawror, který stál na východě v blízkosti nového města. S expanzí města na východ, v čase Almorávidovců, s městem splynula. Byla postavena již v 9. století a prošla několika rekonstrukcemi.
Je administrativně pod správou Patronato de la Alhambra y el Generalife.